# Шамрок (Тексас)
Шамрок (енгл. Shamrock) град је у америчкој савезној држави Тексас. По попису становништва из 2010. у њему је живело 1.910 становника.

## Демографија
Према попису становништва из 2010. у граду је живело 1.910 становника, што је 119 (5,9%) становника мање него 2000. године.
| Група             | 2000.         | 2010.         |
| Белци             | 1.607 (79,2%) | 1.365 (71,5%) |
| Афроамериканци    | 98 (4,8%)     | 87 (4,6%)     |
| Азијати           | 20 (1,0%)     | 11 (0,6%)     |
| Хиспаноамериканци | 272 (13,4%)   | 401 (21,0%)   |
| Укупно            | 2.029         | 1.910         |